# Maria ter Meetelen
María ter Meetelen (20 de junio de 1704 – posterior a 1751) fue una escritora neerlandesa conocida por su autobiografía, en la que narra su experiencia como cautiva en Marruecos. Su relato es una de las pocas fuentes escritas por una mujer europea sobre la esclavitud en el norte de África durante el siglo XVII.

## Biografía

### Primeros años y juventud
María ter Meetelen nació en Ámsterdam, Países Bajos, en 1704. A los trece años, huyó de su hogar, para trabajar como empleada doméstica en Zelanda y Brabante. Ocho años después se disfrazó de hombre para viajar con mayor libertad. Más tarde, se unió a una compañía de teatro ambulante, lo que le permitió recorrer diversas regiones de Europa.

### Captura y esclavitud en Marruecos
En 1725, cuando tenía 21 años, María contrajo matrimonio con un soldado español y juntos partieron hacia España, vestida como hombre, alistada en el ejército español. Sin embargo, en 1731, mientras navegaban hacia Cádiz, su barco fue capturado por corsarios bereberes y ella fue llevada a Mequinez, Marruecos, donde fue vendida como esclava al sultán Moulay Ismaíl.
Durante su cautiverio, María vivió en el harén del sultán, donde estuvo rodeada de otras mujeres cautivas de diversas nacionalidades. Sin embargo, a diferencia de muchas de sus compañeras, María no se resignó a su destino y decidió no convertirse al islam. Gracias a su educación y habilidades lingüísticas, logró convertirse en una figura influyente dentro del harén y defendió los derechos de los cautivos cristianos. Incluso fue proclamada como la mayor erudita del país.

### Liberación y regreso a Europa
En 1743, tras más de una década de esclavitud, María, su esposo, sus dos hijos y otros cautivos fueron liberados tras negociaciones diplomáticas entre Marruecos y las potencias europeas. Desde los Países Bajos, la familia de María intentó comprar su libertad. Después de un intento fallido en 1738, el capitán Lambregts tuvo éxito en 1743. La familia se instaló en Medemblik, donde cinco años más tarde María plasmaría su historia en papel. Utilizó el dinero obtenido para pagar parcialmente la deuda contraída como resultado del rescate. Regresó a los Países Bajos, donde escribió su autobiografía, «Descripción de la cautividad en Marruecos», publicada en 1748. En esta obra, detalló sus experiencias como esclava en Mequinez y ofreció una visión única de la vida en la corte del sultán Moulay Ismaíl.

### Últimos años
Poco se sabe sobre la vida de María después de la publicación de su autobiografía. Se cree que pudo haber muerto después de 1751, aunque no hay registros precisos sobre su fallecimiento. En el municipio de Medemblik se discute si debe o no tener una calle con su nombre.